# Ковалівське газове родовище
Ковалівське газове родовище — належить до Більче-Волицького нафтогазоносного району Передкарпатської нафтогазоносної області Західного нафтогазоносного регіону України.

## Опис
Розташоване в Івано-Франківській області , м. Косів, знаходиться в межах родовища.
Приурочене до південно-східної частини Косівсько-Угерської підзони Більче-Волицької зони.
Структура виявлена в 1965-67 рр. Родовище пов'язане з трьома антиклінальними структурами, які розташовані на одній лінії вздовж тектонічного порушення. Також виділяють 3 поперечні та 1 поздовжній розрив. Загальна довжина антиклінальної лінії 9 м. Розміри локальних структур по гіпсоангідритовому горизонту: Пістинської — 3х1 м, висота 10 м; Старокосівської — 2х1 м, висота 50 м; Вижницької — 3х1 м, висота 150 м. Амплітуди тектонічних порушень 50-500 м. 
Перший промисловий приплив газу отримано з баденських відкладів з інт.1995-2005 м у 1970 р. 
Поклади пластові, склепінчасті, тектонічно екрановані або пластові, літологічно обмежені. 
Експлуатується з 1971 р. Режим Покладів газовий. Запаси початкові видобувні категорій А+В+С1: газу — 750 млн. м³.